# Pyramide pentagonale gyroallongée
Pour les articles homonymes, voir J11.
La pyramide pentagonale gyroallongée est une figure géométrique faisant partie des solides de Johnson (J11). 
Comme son nom le suggère, elle peut être obtenu par gyroallongement d'une pyramide pentagonale (J2), ce qui dans ce cas suppose d'y joindre un antiprisme pentagonal à sa base.
Les 92 solides de Johnson furent nommés et décrits par Norman Johnson en 1966.